# Sebaea filiformis
Sebaea filiformis är en gentianaväxtart som beskrevs av Schinz. Sebaea filiformis ingår i släktet Sebaea och familjen gentianaväxter. Inga underarter finns listade i Catalogue of Life.